# Adalbert von Nordeck zur Rabenau

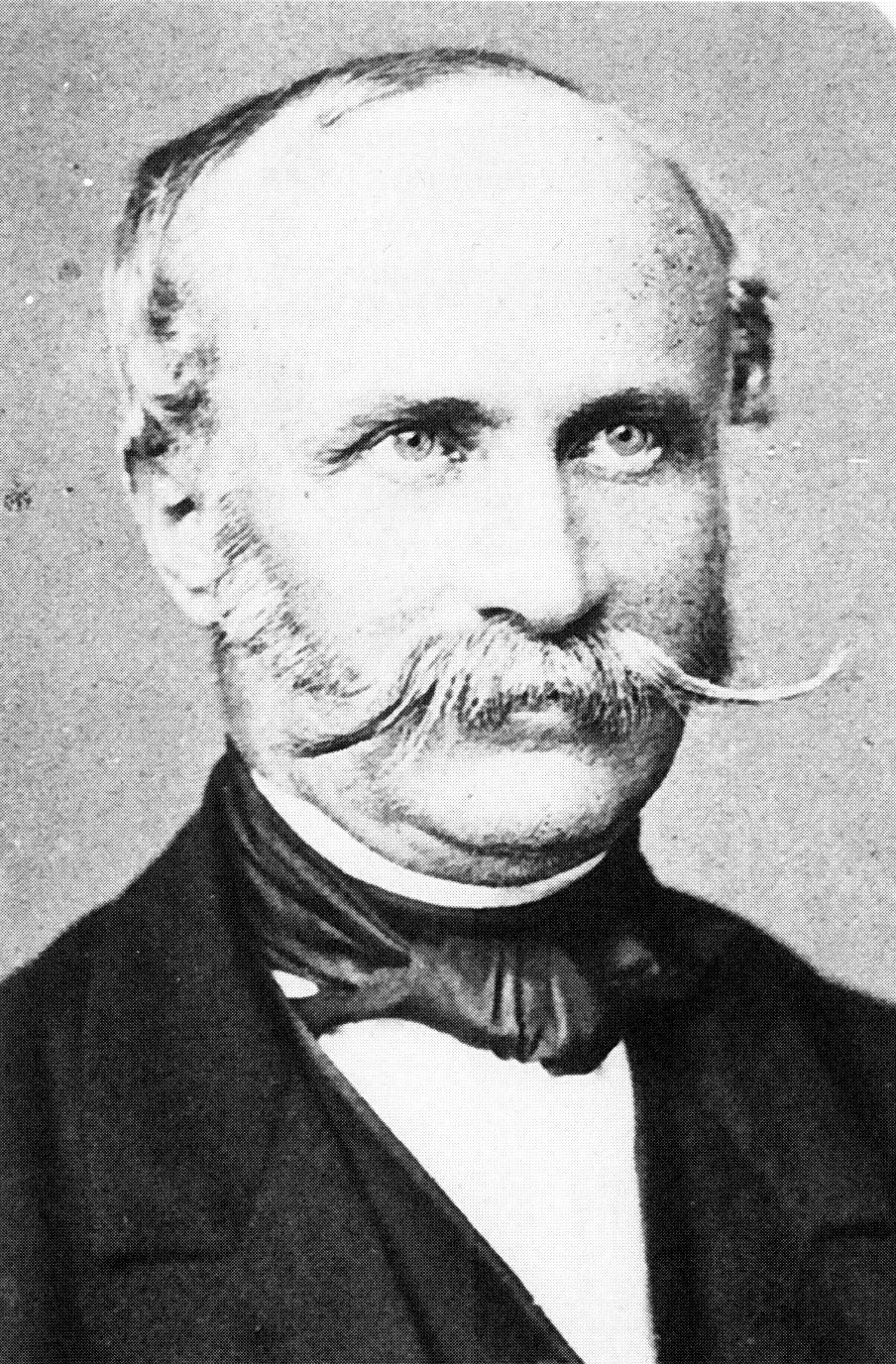
Adalbert von Nordeck zur Rabenau

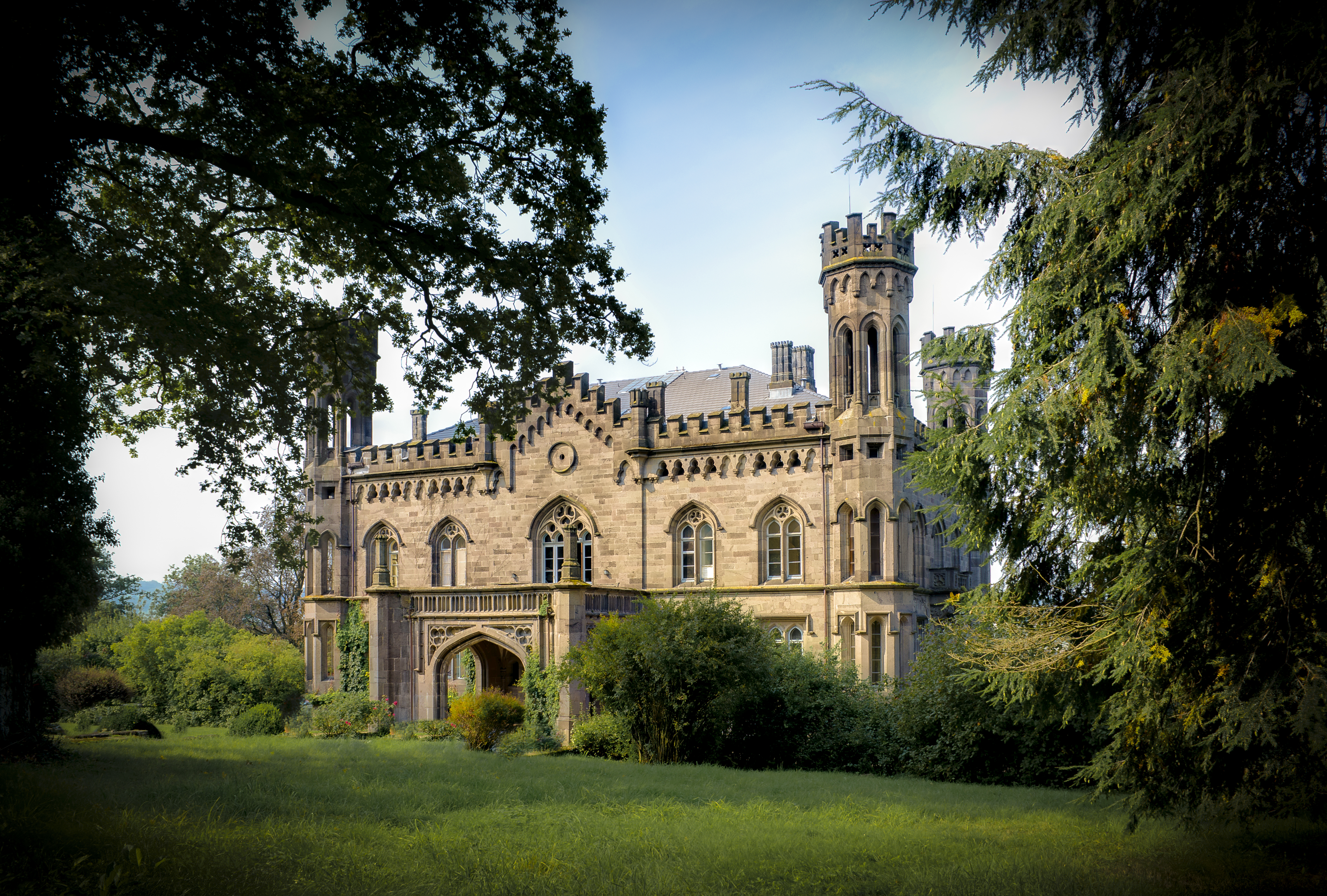
Schloss Friedelhausen

Adalbert Freiherr von Nordeck zur Rabenau (* 30. Dezember 1817 in Darmstadt; † 18. März 1892 auf Schloss Friedelhausen) war Jurist, Gutsbesitzer und Reichstagsabgeordneter.

## Familie
Adalbert von Nordeck zur Rabenau entstammt dem Geschlecht Nordeck zur Rabenau und war der Sohn des Obersten und hessischen Landtagsabgeordneten Georg von Nordeck zur Rabenau (1777–1858) und dessen Frau Luise Christiane geborene Freiin von Zwierlein verwitwete von Grolman. Adalbert von Nordeck zur Rabenau, der evangelischer Konfession war, heiratete 1849 in London Clara geborene Phillips (1826–1867). Nach deren Tod heiratete er 1878 in zweiter Ehe Bianka Julie Elisabeth geborene (Cucius) von Wallenberg verwitwete Gräfin von Bethusy-Huc (* 1842).

## Leben
Nordeck studierte von 1835 bis 1839 Rechtswissenschaften an den Universitäten Bonn, Berlin und Gießen. Er war seit 1835 Mitglied des Corps Guestphalia Bonn. 1839 legte er die juristische Staatsprüfung ab und promovierte in Gießen. 1842 wurde er Kammerjunker, später Sekretariatsakzessit am Landgericht Grünberg und 1847 wurde er Kreissekretär in Grünberg, 1873 wurde er Landwirtschaftsrat. 1863 wurde er Kammerherr. Er war Präsident des landwirtschaftlichen Vereins für die Provinz Oberhessen des Großherzogtums Hessen-Darmstadt.

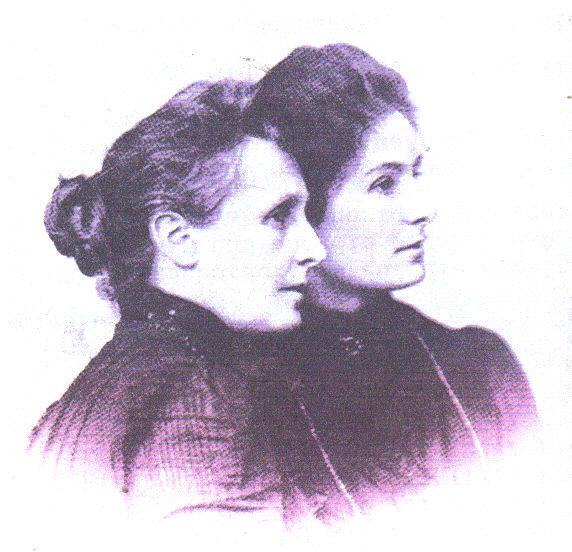
Luise von Schwerin (1849–1906) und Tochter Gudrun Baronin von Uexküll  (1878–1969)
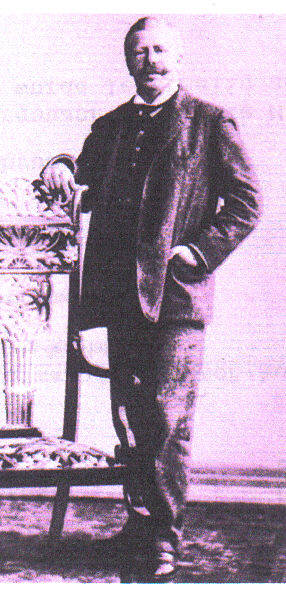
Jakob Johann Baron von Uexküll  (1864–1944)

Nordeck heiratete als 32-Jähriger am 4. Januar 1849 in London die 23-jähriger Clara Phillips (1826–1867), Tochter des Alfred Phillips, Diamantengroßhändler, Finanzmakler, und der Rebecca Samuel. Aus ihrem Vermögen erwarb er das Gut Friedelhausen bei Lollar und erbaute 1851 Schloss Friedelhausen im spätgotischen Stil. 1867, mit nur 41 Jahren, starb seine Frau Clara. Mit ihr hatte er zwei Töchter und einen Sohn, der aber noch zu Lebzeiten seines Vaters verstarb. Die beiden Töchter waren Luise und Alice, Freiinnen von Nordeck zur Rabenau. Luise (1849–1906) heiratete Graf Karl Viktor Hans Bogislav Graf von Schwerin aus dem Hause Schwerinsburg (1844–1901), ihre Tochter Gudrun Baronin von Uexküll (1878–1969) den Biologen Jakob Johann von Uexküll (1864–1944). Alice Irmgard (1857–1908), die acht Jahre jüngere Schwester, heiratete den Berliner Juristen Hugo Andreas Faehndrich, blieb kinderlos und war schon verwitwet, als Rilke sie im Friedelhausen 1905 kennenlernte. Rainer Maria Rilke war in den Jahren 1905 und 1906 jeweils für einige Wochen auf Einladung der Gräfin Luise von Schwerin im Schloss Friedelhausen zu Gast. Das Schloss ist heute noch im Besitz der Familie der Gräfin und ist bewohnt. Das Innere des Schlosses kann nicht besichtigt werden. Der Berliner Jurist Hugo Andreas Faehndrich und seine Frau Alice Irmgard waren auch Eigentümer der Villa Discopoli auf Capri, wo Rainer Maria Rilke 1906/7 ebenfalls Gast der Witwe Alice war.
Da seine zweite Ehe kinderlos blieb, adoptierte Nordeck daraufhin seinen Enkel, den Grafen Eberhard von Schwerin, um seine Linie fortzuführen. Dies wurde aber vom Obersten Reichsgericht in Leipzig auf Klage seiner Verwandtschaft für nichtig erklärt, weshalb die Linie erlosch.

## Politik
Adalbert Nordeck zur Rabenau war 1847 bis 1849, 1851 bis 1856 und 1872 bis 1892 Abgeordneter der 2. Kammer der Landstände des Großherzogtums Hessen und vertrat dort konservative Positionen. Er wurde 1847 (11. Wahlperiode) für den grundherrlichen Adel 1851 (14. Wahlperiode) für den Wahlbezirk Oberhessen 8/Herbstein und 1872 bis 1892 (Wahlperiode 21–27) für den Wahlbezirk Oberhessen 6/Grünberg gewählt. 1848 war er Mitglied des Vorparlaments.
Nordeck war Mitglied des Reichstages des Norddeutschen Bundes von 1867 bis 1870 und 1871 bis 1881 war er Mitglied des Deutschen Reichstages für den Wahlkreis Hessen 1 (Gießen-Grünberg-Nidda). Im konstituierenden Reichstag des Norddeutschen Bundes hatte er sich der Fraktion des Altliberalen Zentrums angeschlossen, war dann bis 1871 fraktionslos, gehörte 1871 bis 1874 zur Fraktion der Liberalen Reichspartei und trat nach der Auflösung der Fraktion der freikonservativen Fraktion bei. 1871 war er eines der 30 Mitglieder der Kaiserdeputation des Reichstages des Norddeutschen Bundes in Versailles, die unmittelbar die Reichsgründung miterlebten.